# Kriton
Kriton (gr. Κρίτων) – dialog Platona przedstawiający rozmowę pomiędzy filozofem Sokratesem, oczekującym w więzieniu na wykonanie wyroku kary śmierci, a jego przyjacielem Kritonem, który odwiedza go, aby zaproponować mu ucieczkę. Kriton jest kontynuacją dzieła Obrona Sokratesa, w którym Platon przedstawił proces Sokratesa zakończony skazaniem filozofa na śmierć.

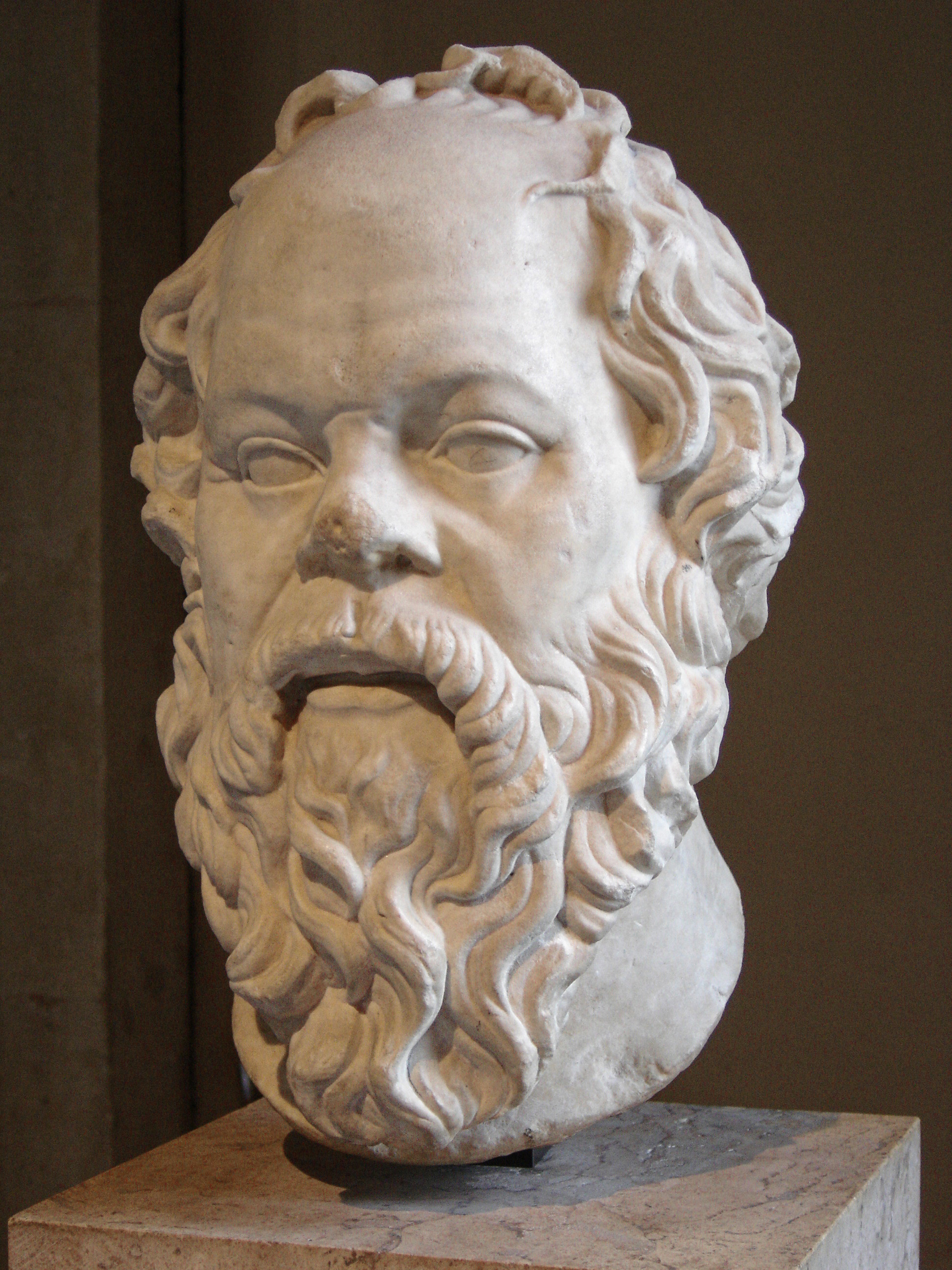
Sokrates

## Uwięzienie Sokratesa
Sokrates nie został stracony bezpośrednio po wydaniu wyroku (proces miał miejsce w 399 r. p.n.e.), ponieważ właśnie wtedy na wyspę Delos odpływała doroczna uroczysta procesja do Apollina. Prawo zakazywało, podczas nieobecności statku, którym płynęła procesja (i którym według tradycji Tezeusz płynął na Kretę, aby zabić Minotaura), w mieście wykonywać wyroki śmierci. Egzekucję odroczono więc o około 30 dni, do spodziewanego powrotu statku.
W tym czasie wielu przyjaciół odwiedzało w więzieniu Sokratesa i namawiało go do ucieczki, która nie byłaby zbyt trudnym przedsięwzięciem. Jednym z przyjaciół Sokratesa był Kriton. Rozmowa w tej formie, jak ją przedstawił Platon, prawdopodobnie nigdy się nie odbyła. Platon postanowił jednak napisać ten fikcyjny dialog, aby przedstawić argumenty Sokratesa na rzecz odrzucenia proponowanej mu ucieczki i poddania się wyrokowi.

## Treść rozmowy

### Wstęp
Wczesnym świtem Kriton odwiedza śpiącego jeszcze Sokratesa. Kiedy Sokrates się budzi, wyraża zdziwienie faktem, że Kriton został wpuszczony przez dozorcę, Kriton wyjaśnia jednak, że zna dozorcę i przekupił go małą sumą pieniędzy.
Kriton przynosi Sokratesowi złe wieści. Okręt z Delos przybędzie prawdopodobnie dzisiaj, co oznacza, że Sokrates zostanie jutro stracony. Sokrates nie traci jednak humoru, mówi przyjacielowi, że okręt przypłynie prawdopodobnie dopiero pojutrze, czyli ma jeszcze trzy dni życia przed sobą. Wyjaśnia, że miał sen, w którym jakaś piękna kobieta w białych sukniach powiedziała mu Dnia trzeciego przybędziesz do Ftyi, gdzie plony obfite. (44b) (Jest to cytat z Iliady Homera, Ftyja to region w Grecji wokół góry Othris, tu w utworze jest symbolem krainy szczęśliwości).
Kriton przechodzi jednak do sedna sprawy, z którą przyszedł. Namawia Sokratesa do ucieczki, oferuje mu w tym pomoc swoją i przyjaciół. Nawiązana rozmowa zamienia się w wymianę argumentów przeciwko i za poddaniem się wyrokowi.

### Argumenty Kritona
Na początku Kriton stwierdza, że Sokrates jest największym przyjacielem Kritona i że nie może umrzeć. Poza tym, jeśli Sokrates zginie, ludzie pomyślą, że Kriton żałował pieniędzy na przekupienie straży i umożliwienie mu ucieczki i w ten sposób Kriton ściągnie na siebie hańbę. Pomoc Sokratesowi jest obowiązkiem jego i innych przyjaciół Sokratesa.
Ucieczka byłaby zresztą łatwa, na przekupienie straży nie trzeba wielu pieniędzy. Nie tylko Kriton, ale i wielu innych zaoferowało się już wyłożyć odpowiednią kwotę. Kriton ma znajomych w Tesalii, u których Sokrates może się schronić.
Oddanie się na śmierć w sytuacji możliwości ocalenia jest niegodne, byłoby oddawaniem przysługi własnym wrogom.
Sokrates powinien też pomyśleć o swoich trzech synach. Jeśli uczyni ich sierotami, zamiast zadbać o ich wychowanie, zostawi ich samych na pastwę losu.
Wreszcie wiadomo, że samo oskarżenie i cały proces były niesprawiedliwe. Przyjaciele Sokratesa czują się winni, bo już raz zawiedli, dopuszczając do skazania, teraz nie mogą zawieść po raz drugi.

### Odpowiedź Sokratesa
Sokrates proponuje Kritonowi rozważenie całej sprawy, posługując się rozumem i argumentami. W rozmowie stosuje teraz charakterystyczną dla siebie metodę majeutyczną, czyli spowodowania, aby Kriton sam doszedł do prawdy przez odpowiedzi na umiejętnie stawiane pytania. Na początku Sokrates wyraża pogardę dla opinii „szerokich kół” i skłania również Kritona do przyznania, że należy szanować tylko takie opinie, które są coś warte, to jest opinie ludzi, którzy mogą się miarodajnie wypowiadać w danej kwestii. Tak jak w sprawach ciała należy słuchać przede wszystkim lekarza i nauczyciela gimnastyki, tak w kwestach sprawiedliwości, piękna i dobra należy słuchać tylko tego, który je rozumie, a nie „szerokich kół”.
Konieczne jest teraz rozważenie, czy ucieczka Sokratesa będzie postępowaniem moralnie słusznym czy nagannym (zbrodnią).
Sokrates wychodzi z założenia, że nigdy nie należy dopuszczać się zła, nawet gdyby była to odpłata za wyrządzone nam zło, choć zdaje sobie sprawę, że zarówno teraz, jak i zawsze w przyszłości będzie tak myślała jedynie garstka ludzi. Porozumienie w tej kwestii jest jednak konieczne dla udowodnienia tego, co Sokrates pragnie wykazać.
Kriton zgadza się z Sokratesem, że nigdy nie godzi się ani zbrodni popełniać, ani zbrodnią odpłacać, ani jeśli się zła doznało, zło za złem oddawać (49e), zdanie to może więc być przyjęte jako punkt wyjścia dla dalszej rozmowy.
Stosunek obywatela do państwa Sokrates porównuje do relacji dziecka z rodzicami lub niewolnika z jego panem. Państwo zrodziło go (dzięki prawom dotyczącym małżeństw), żywiło i wychowało. Dlatego prawa obywatela i państwa nie mogą być równe, tak jak dziecko nie ma takich samych praw co rodzice, a niewolnik co jego pan. Sokrates retorycznie pyta Kritona:
Czy […] nie dojrzałeś, że od matki i ojca, i od innych przodków cenniejsza jest ojczyzna i większej czci godna, i świętsza […] i czcić jej potrzeba i ustępować jej, i czołem bić przed ojczyzną, kiedy się gniewa nawet […] i albo ją przekonywać, albo robić, co ci każe, i znosić, jeżeli coś znosić poleci, a cicho siedzieć, choćby cię bito i więziono, i wiedziono na wojnę, na rany i na śmierć, masz to robić, bo tego wymaga sprawiedliwość… (50c)
Sokrates ojczyznę utożsamia tu z prawami, których należy przestrzegać; jeżeli nie zgadzamy się z prawem, możemy jedynie przekonywać prawodawców do jego zmiany lub wybrać emigrację. Ponieważ Sokrates już 70 lat mieszka w Atenach i, znając ich system prawny, nie zdecydował się na opuszczenie miasta, oznacza to, że milcząco wyraził zgodę na ich obowiązywanie. Jeśli ktoś nie przestrzega praw, popełnia potrójną zbrodnię – działając wbrew prawu, własnym rodzicom i wychowawcom.
Ponadto, nawet gdyby Sokrates udał się na wygnanie, w innych miastach też byłby postrzegany jako wróg ich ustroju społecznego, prowadząc na ulicach rozmowy o dzielności i sprawiedliwości. W dodatku, w świetle swojej ucieczki z Aten, Sokrates straciłby wiarygodność jako nauczyciel i moralizator. Nawet po śmierci, w Hadesie, może ponieść negatywne konsekwencje tego, że próbował sprzeciwić się ateńskiemu prawu.
Sokrates nie zgadza się więc na ucieczkę i pozostaje w więzieniu, w ten sposób skazując siebie na śmierć. Ostatnie chwile życia Sokratesa są ukazane w dialogu Platona Fedon.

## ZnaczenieKritona
Krótki, ale ważny dialog Platona Kriton jest jedną z pierwszych rozpraw filozoficznych w dziejach, w której sformułowano teorię umowy społecznej. Sokrates nie zgadzał się ze skierowanym przeciwko niemu oskarżeniem i wydanym na niego wyrokiem. Kiedy jednak wyrok ten zapadł, jest gotów go przyjąć, ponieważ tak wymaga prawo, którego należy przestrzegać. Dialog łączy rozważania na temat moralności jednostki z jej obowiązkami wobec ogółu.
Kriton jest również jednym z najwcześniejszych manifestów pacyfizmu moralnego reprezentowanego przez Sokratesa. Złu można sprzeciwiać się tylko drogą przekonywania, Sokrates nie akceptuje odpłacania złem za zło.

## Przekłady
- Kriton w tłumaczeniu Felicjana Kozłowskiego (1845)
- Kriton w tłumaczeniu Antoniego Bronikowskiego (1860)
- Kryton w tłumaczeniu anonimowym (1884)
- Kryton w tłumaczeniu Stanisława Siedleckiego (1910)
- Kriton w przekładzie Władysława Witwickiego (1920)
- Kriton w tłumaczeniu Ryszarda Legutki (2017)